# Invasão da Colônia do Cabo

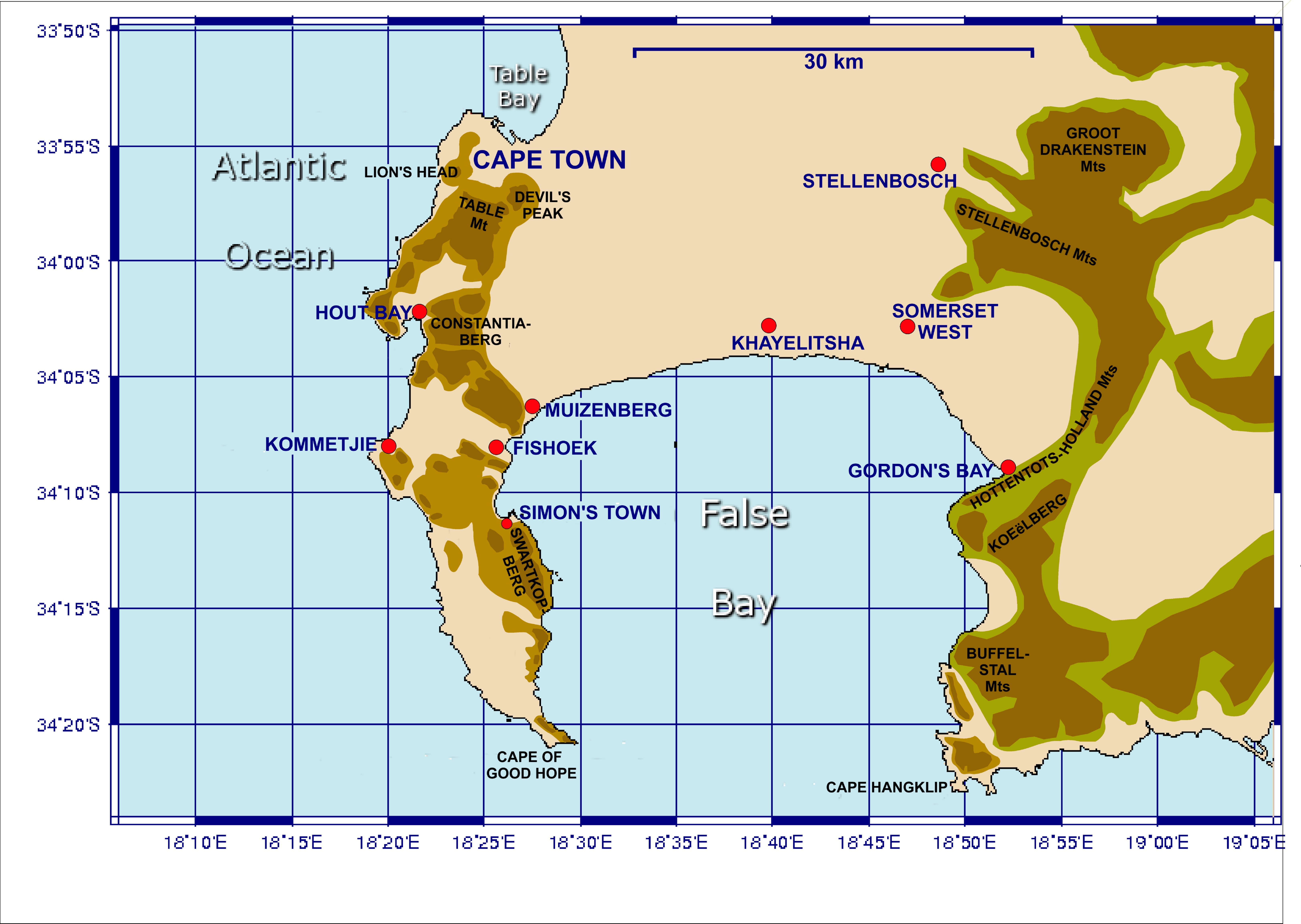
Região da Península do Cabo; África do Sul

A Invasão da Colônia do Cabo, também conhecida como Batalha de Muizenberg, foi uma expedição militar britânica lançada em 1795 contra a Colônia Holandesa do Cabo no Cabo da Boa Esperança. A colônia holandesa do Cabo, estabelecida no século XVII, era na época o único porto sul-africano viável para os navios que faziam a viagem da Europa às colônias europeias nas Índias Orientais Neerlandesas. Portanto, tinha uma importância estratégica vital, embora fosse economicamente insignificante. No inverno de 1794, durante as Guerras Revolucionárias Francesas, as tropas francesas entraram na República Holandesa, que foi transformada na República de Batávia. Em resposta, a Grã-Bretanha lançou operações contra o Império Holandês para usar suas instalações contra a Marinha Francesa.
A expedição britânica foi liderada pelo vice-almirante Sir George Keith Elphinstone e partiu em abril de 1795, chegando ao largo de Simon's Town no Cabo em junho. Tentativas foram feitas para negociar um acordo com a colônia, mas as negociações nada deram e um desembarque anfíbio foi feito em 7 de agosto. Uma curta batalha foi travada em Muizenberg, e as escaramuças entre as forças britânicas e holandesas continuaram até setembro, quando uma força militar maior desembarcou. Com a Cidade do Cabo sob ameaça, o governador holandês, Abraham Josias Sluysken, entregou a colônia. Elphinstone posteriormente fortaleceu a guarnição contra o contra-ataque e posicionou um esquadrão da Marinha Real ao largo do porto. Quase um ano depois, um comboio de reforço holandês alcançou a colônia apenas para descobrir que estava em grande desvantagem numérica e se rendeu sem lutar. A ocupação britânica continuou até a Paz de Amiens em 1802, quando foi devolvida aos holandeses. Em 1806, durante as Guerras Napoleônicas, uma segunda invasão britânica reocupou a colônia após a Batalha de Blaauwberg e ela permaneceu como colônia britânica até o estabelecimento da União da África do Sul em 1910.

## Contexto
As Guerras Revolucionárias Francesas, que começaram em 1792, após a Revolução Francesa, se expandiram em janeiro de 1793, quando a República Francesa declarou guerra à República Holandesa e ao Reino da Grã-Bretanha. Isso trouxe a guerra para o Oceano Índico, onde a Grã-Bretanha e a Holanda mantiveram impérios lucrativos. O comércio desses impérios foi ameaçado por corsários franceses e navios de guerra operando da Île de France, (hoje Maurício), mas foi protegido nas águas ao largo da África Austral pela presença da Colônia Holandesa do Cabo. Situada no Cabo da Boa Esperança, a Colônia do Cabo havia sido estabelecida no século XVII para oferecer um porto de embarques entre a Europa e as Índias Orientais e, na década de 1790, permaneceu a única estação entre o Rio de Janeiro e a Índia Britânica.
A Colônia do Cabo era administrada a partir de duas cidades, a maior Cidade do Cabo na ampla Table Bay voltada para o oeste e a menor Simon's Town na False Bay voltada para o sul. Nenhuma das baías estava protegida das tempestades do Atlântico e ambas eram notoriamente perigosas, com ventos, correntes e rochas que representam ameaças consideráveis ao transporte marítimo. Além de sua importância como porto de reabastecimento para o transporte marítimo das Índias Orientais, a colônia tinha pouco valor econômico na década de 1790, e era defendida por uma guarnição de aproximadamente 1.000 soldados regulares holandeses complementados por milícias bôeres e unidades Khoikhoi locais, comandadas pelo general Abraham Josias Sluysken e o Coronel Robert Jacob Gordon, no total cerca de 3.600 soldados. Esta guarnição estava centrada no Castelo da Boa Esperança e operava a partir de uma série de fortificações costeiras que protegiam a Baía da Mesa. False Bay era mais fracamente defendida, coberta por apenas duas baterias levemente armadas.
No inverno de 1794, os soldados franceses invadiram a Holanda e capturaram Amsterdã. Depois que o Stadtholder, Guilherme de Orange, fugiu para a Grã-Bretanha, a República Holandesa foi reconstituída como a República Batávia pelos revolucionários. Na Grã-Bretanha, Guilherme emitiu as Cartas Kew instruindo seus governadores coloniais a cooperar com as forças de ocupação britânicas. A pedido de Sir Francis Baring, o Secretário de Estado da Guerra Henry Dundas autorizou uma missão para assegurar o controle da Colônia do Cabo e eliminar a ameaça potencial que representava para o comércio das Índias Orientais. O Almirantado enviou dois esquadrões de batalha ao cabo em 3 de abril de 1795, um sob o comando do vice-almirante Sir George Keith Elphinstone e o outro sob o comando do comodoro John Blankett, transportando uma pequena força expedicionária de 515 soldados do 78.º Regimento a Pé sob o comando do major-general Sir James Henry Craig. Uma força maior sob o comando do general Alured Clarke foi instruída a seguir esses esquadrões em 15 de maio com tropas e suprimentos para uma campanha mais longa, com ordens de manter em Salvador até que fosse solicitada.

## Consequência
As perdas britânicas totais foram de quatro mortos e 54 feridos. Capturados em Table Bay foram a fragata holandesa Castor e o brigue mercantil de 14 canhões Star. Os britânicos colocaram ambos em serviço, Castor como HMS Saldanha e Star como HMS Hope. O esquadrão substancial de Elphinstone permaneceu em posição no Cabo para impedir os esforços de recapturar a colônia. Partes desta força foram posteriormente desdobradas para apoiar as forças britânicas no Oceano Índico. O bloqueio da Île de France foi restaurado e Arrogant e Victorious foram enviados para as Índias Orientais Holandesas, onde travariam uma batalha inconclusiva com um esquadrão francês ao largo de Sumatra em setembro de 1796. O próprio Elphinstone navegou para Madras, onde recebeu relatos de que uma força da Marinha Bataviana havia navegado da República Batávia para retomar a Colônia do Cabo. O almirante voltou para a Cidade do Cabo, montando um grande esquadrão para aguardar a chegada dos holandeses. Relatórios posteriores revelaram a força e o progresso dos holandeses e Elphinstone teve tempo suficiente para preparar seu esquadrão para a chegada e aumentar a guarnição em terra. O contra-almirante holandês, Engelbertus Lucas, passou quase seis meses na passagem e não reuniu informações sobre as defesas britânicas. Assim, quando ele chegou ao Cabo, ele foi logo descoberto por Elphinstone na Baía de Saldanha e intimidado a se render sem lutar.
Nenhum outro ataque à Colônia do Cabo foi feito durante o curso da guerra. Elphinstone retornou à Grã-Bretanha em outubro de 1796 e foi posteriormente agraciado com o título de Barão Keith por seus serviços na captura e defesa do Cabo, uma recompensa que o historiador C. Northcote Parkinson chama de "no todo, facilmente conquistada". Na Paz de Amiens, em 1802, um dos termos do tratado devolveu a Colônia do Cabo, junto com todas as colônias holandesas capturadas, exceto o Ceilão, para a República Batávia. A paz durou pouco e, após a eclosão das Guerras Napoleônicas em 1803, uma segunda invasão britânica foi planejada, executada em 1806 e a vitória garantida após a Batalha de Blaauwberg.